# 费启鸿
费启鸿（George Field Fitch，1845年—1923年），美北长老会派往中国的传教士。
1870年，费启鸿接受美北长老会派遣，在中国上海大南门清心堂、苏州传教，1885年调往宁波。1888年回到上海，负责美华书馆，主编《教务杂志》。1902年，费启鸿将美华书馆从苏州河南岸的北京路清源里迁往北四川路横浜桥，自己也迁居虹口。在费启鸿的领导下，美华书馆发展成早期上海著名的出版印刷机构。商务印书馆的创办者均与美华书馆有渊源关系，而且创办过程也得到了费启鸿的支持和帮助。1923年，费启鸿在上海逝世。1925年，长老会将思娄堂迁往虹口窦乐安路（今多伦路）重建时，更名为鸿德堂，以纪念费启鸿对长老会做出的贡献。

## 子女
- 费佩德（Robert Ferris Fitch，1873年-1954年），之江大学第四任校长（1922年-1931年）
- 费吴生（George Ashmore Fitch，1883年1月23日-1979年1月20日）